# تیم حسن
تَیم حسن(زاده ۱۷ فوریه ۱۹۷۶ - طرطوس) ، بازیگر سینما و تلویزیون اهل کشور سوریه است، او در ایران با سریال لبنانی 
اعتبار به شهرت رسید.

## زندگی
تیم حسن‌زاده ۱۷ فوریه ۱۹۷۶ در شهر کوچکی به نام الشیخ بدر در شرق بندر طرطوس زاده شد. او به همراه خانواده در چهار سالگی به دمشق نقل مکان کرد. وی پس از اتمام تحصیلات ابتدایی، به مدت دو سال در رشته حقوق مشغول به تحصیل شد و سپس به بخش بازیگری «مؤسسه عالی هنرهای نمایشی» مراجعه کرد و در سال ۲۰۰۱ فارغ‌التحصیل رشته بازیگری شد.
پروژه فارغ‌التحصیلی وی نمایشنامه ای تحت عنوان «کلاسیک» به کارگردانی جهاد سعد بود و اولین نقش او در دنیای تلویزیون در سریال معروف کودک «کان یاما کان» بود.
او با سریال ملک فاروق در سال ۲۰۰۷ توجه دیگران را به خود جلب کرد.
بعد از جنگ سوریه در سال ۲۰۱۱، او نخست به مصر سپس امارات و در آخر به لبنان نقل مکان کرد و اکنون ساکن بیروت در لبنان است.

## کارنامه

### فیلمهای سینمایی
- میکانو تولید شده در سال ۲۰۰۹
- خطة بدیلة تولید شده در سال ۲۰۱۵

### سریال‌ها
- کان یاما کان تولید شده در سال ۲۰۰۰
- الزیر السالم تولید شده در سال ۲۰۰۰
- صلاح الدین ایوبی تولید شده در سال ۲۰۰۱
- صقر القریش تولید شده در سال ۲۰۰۲
- ابوطیب المنتبی تولید شده در سال ۲۰۰۲
- ردم الأساطیر تولید شده در سال ۲۰۰۲
- ربیع قرطبة تولید شده در سال ۲۰۰۳
- التغربیة الفلسطینیة تولید شده در سال ۲۰۰۴
- ملوک الطوائف تولید شده در سال ۲۰۰۵
- نزار قبانی تولید شده در سال ۲۰۰۵
- علی طویل الایام تولید شده در سال ۲۰۰۶
- الانتظار تولید شده در سال ۲۰۰۶
- الملک فاروق تولید شده در سال ۲۰۰۷
- صراع علی الرمال تولید شده در سال ۲۰۰۸
- زمن العار تولید شده در سال ۲۰۰۹
- اسعد الوراق تولید شده در سال ۲۰۱۰
- عابد کرمان تولید شده در سال ۲۰۱۱
- الصقر الشاهین تولید شده در سال ۲۰۱۳
- الاخوه تولید شده در سال ۲۰۱۴
- تشیللو تولید شده در سال ۲۰۱۵
- الوسواس تولید شده در سال ۲۰۱۵
- نص الیوم تولید شده در سال ۲۰۱۶
- الهیبة تولید شده در سال ۲۰۱۷
- عائلة الحاج نعمان تولید شده در سال ۲۰۱۷
- العودة تولید شده در سال ۲۰۱۸
- الحصاد تولید شده در سال ۲۰۱۹
- العمید تولید شده در سال ۲۰۲۰

## جوائز
- جایزه بازیگر خلاق سال ۲۰۰۷ و در سیزدهمین جشنواره رسانه ای قاهره به دلیل نقش آفرینی وی در سریال ملک فاروق
- جایزه بهترین بازیگر مرد دنیای عرب (سال ۲۰۰۷) در جشنواره موریکس ۲۰۰۸ لبنان به دلیل نقش آفرینی وی در سریال ملک فاروق
- جایزه بهترین بازیگر مرد دنیای عرب (سال ۲۰۱۵) در جشنواره موریکس ۲۰۱۶ لبنان به دلیل نقش آفرینی وی در سریال تشیللو
- جایزه بهترین بازیگر مرد دنیای عرب (سال ۲۰۱۶) در جشنواره موریکس ۲۰۱۷ لبنان به دلیل نقش آفرینی وی در سریال نص یوم
- جایزه بهترین بازیگر مرد دنیای عرب (سال ۲۰۱۷) در جشنواره موریکس ۲۰۱۸ لبنان به دلیل نقش آفرینی وی در سریال الهیبة